# Natacha Régnier

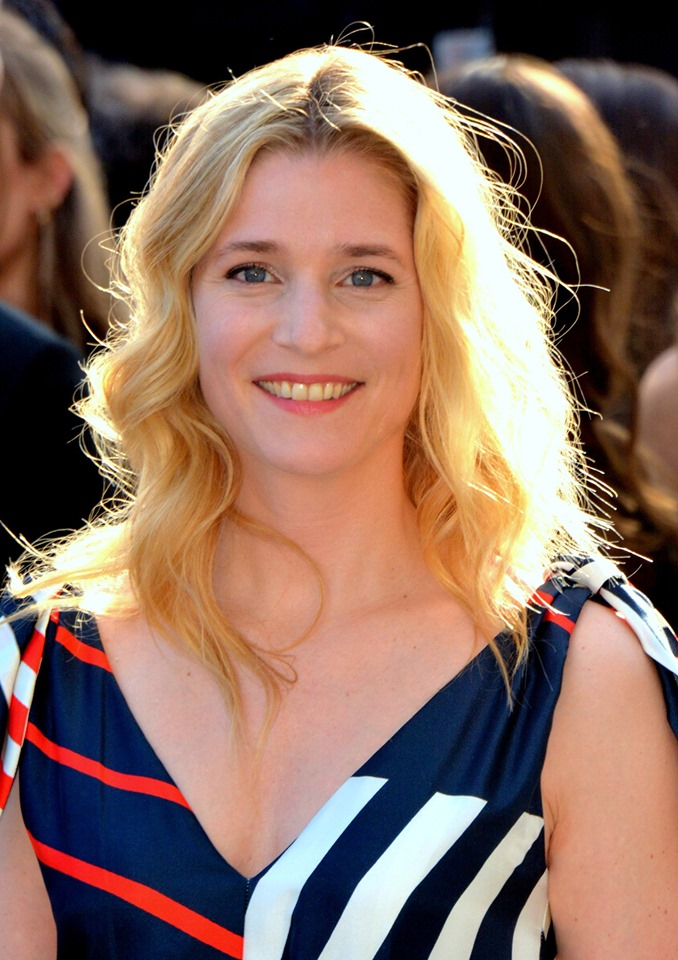
Natacha Régnier op het Filmfestival van Cannes in 2019

Natacha Régnier (Elsene, 11 april 1974), geboren als Nathalie Régnier, is een Belgische actrice.

## Biografie
Natacha Régniers vader werkte in de entertainmentwereld. Zij studeerde aan het Sint-Pieterscollege te Ukkel. Ze slaagde voor het INSAS-examen in Brussel, maar werd een jaar later uitgesloten van deze opleiding omdat ze niet geschikt was om actrice te worden. Tegelijkertijd was ze een korte film aan het opnemen, waardoor ze gespot kon worden door Pascal Bonitzer die op zoek was naar een actrice voor zijn eerste speelfilm Encore.
In 1998 was ze succesvol in haar rol als Marie Thomas in La Vie rêvée des anges van Érick Zonca, waarvoor ze de prijs voor beste actrice op het filmfestival van Cannes won.
In november 2005 bracht het 19e Brunswick Film Festival (Duitsland) een eerbetoon aan haar door acht van haar films te presenteren. De film Le Silence van Orso Miret, waarin zij naast Mathieu Demy de vrouwelijke hoofdrol speelt, werd daar ook gepresenteerd ter gelegenheid van de Heinrich-prijs die door het publiek werd uitgereikt.
In 2011 nam Natacha Régnier de rol op zich van Marina Tsvetaeva in Vivre dans le feu, aangepast en geregisseerd door Bérangère Jannelle van Les carnets de la poétesse russe. De show werd gecreëerd in Lorient en werd opgevoerd in Nantes en in Parijs tijdens het herfstfeest, daarna in het Théâtre des Abbesses.
In november 2018 maakt ze deel uit van de jury voor Bille Augustus op het 40e Internationale Filmfestival van Caïro.
Zij is lid van het 50/50-Collectief dat de gelijkheid van mannen en vrouwen en de diversiteit in de film- en audiovisuele sector wil bevorderen.

## Privéleven
Natacha Régnier was de vrouw van de componist Yann Tiersen, die met name het lied Rue des cascades schreef in de slotscène van La Vie rêvée des anges. Ze speelde nummers op zijn in 2001 uitgebrachte album L'Absente. In 2002 hebben ze een dochter, Lise Tiersen. Sinds 2008 is ze moeder van een tweede dochter met de fotograaf Guillaume Bounaud en woont ze in Parijs.
Ze heeft sinds 2018 een relatie met de componist en oprichter van het audioagentschap Start-Rec, Alexandre Jaffray.

## Filmografie

### Bioscoop

#### Speelfilms
- 1995 : Dis-moi oui van Alexandre Arcady – Sophie
- 1996 : Encore van Pascal Bonitzer : Catherine
- 1998 : La Vie rêvée des anges van Érick Zonca :– Marie Thomas
- 1999 : Il tempo dell'amore van Giacomo Campiotti – Claire
- 1999 : Les Amants criminels van François Ozon – Alice
- 2000 : Tout va bien, on s'en va van Claude Mouriéras – Claire
- 2001 : Comment j'ai tué mon père van Anne Fontaine – Isa
- 2001 : La Fille de son père van Jacques Deschamps – Anna
- 2003 : Vert paradis d'Emmanuel Bourdieu – Isabelle
- 2004 : Demain on déménage van Chantal Akerman – de zwangere vrouw
- 2004 : Ne fais pas ça ! van Luc Bondy – Nicole
- 2004 : Le Pont des Arts van Eugène Green – Sarah
- 2004 : Le Silence van Orso Miret – Marianne
- 2005 : Trouble van Harry Cleven – Claire
- 2006 : La Raison du plus faible van Lucas Belvaux – Carole
- 2006 : Les Amitiés maléfiques van Emmanuel Bourdieu – Marguerite
- 2007 : Boxes van Jane Birkin – Fanny
- 2007 : Une journée van Jacob Berger – Pietra
- 2008 : Magma van Pierre Vinour – Christie Neville
- 2008 : Intrusions vanEmmanuel Bourdieu – Pauline de Saché
- 2009 : Impasse du désir van Michel Rodde – Carole Block
- 2010 : Orly (en) van Angela Schanelec – Juliette
- 2011 : La Proie van Éric Valette – Christine Maurel
- 2012 : 38 Témoins van Lucas Belvaux – Anne
- 2012 : Le Capital van Costa-Gavras – Diane Tourneuil
- 2013 : L'Étoile du jour van Sophie Blondy – Angèle
- 2013 : L'Écume des jours van Michel Gondry
- 2013 : La Vie domestique van Isabelle Czajka – Marianne
- 2016 : Le Fils de Joseph van Eugène Green - Marie
- 2016 : Une part d'ombre van Samuel Tilman – Julie
- 2017 : Le Petit Spirou van Nicolas Bary - Madame Spirou
- 2017 : Tueurs van François Troukens en Jean-François Hensgens - rechter Véronique Pirotte

#### Korte films
- 1993 : The Motorcycle Girl van Stéphan Carpiaux
- 1996 : L'amour est à réinventer

## Televisie
- 1995 : Les Cordier, juge et flic
- 1995 : Ange Espérandieu van Alain Schwartzstein – Aurélie
- 1996 : Petite Sœur de Marion Sarraut – Véronique Botelli
- 1996 : Combats de femme
- 2004 : Carmen van Jean-Pierre Limosin – Myriam
- 2006 : Gaspard le bandit van Benoît Jacquot – Anne de Morières
- 2007 : Voici venir l'orage... van Nina Companeez – Fania
- 2011 : Qui sème le vent van Fred Garson – Hélène Morange
- 2012 : Pour toi j'ai tué van Laurent Heynemann – Isabelle Fayet
- 2014 : Falco (saison 3) van Julien Despaux - Christine Malot
- 2014 : Jaune Iris van Didier Bivel – Katia
- 2016 : Anomalia van Pilar Anguita-Mackay - Valérie
- Depuis 2018 : Les Bracelets rouges van Nicolas Cuche - Dokter Sora
- 2018 : Marseille (saison 2) van Florent Emilio Siri - Jeanne Coste
- 2019 : Mongeville (épisode Mauvaise Foi) van Edwin Baily - Amélie Carette

- Bibsys: 1560455408069
- Bibliothèque nationale de France: cb140544809 (data)
- Gemeinsame Normdatei: 142079847
- International Standard Name Identifier: 0000 0001 1493 1162
- Library of Congress Control Number: no2001067049
- MusicBrainz: e5814552-e350-4406-b21a-fc3259a60975
- Nationale Bibliotheek van Tsjechië: xx0184192
- Nationale Bibliotheek van Israël: 987007371298405171
- Nederlandse Thesaurus van Auteursnamen: 222374896
- Réseau des bibliothèques de Suisse occidentale: 02-A016400828
- Système universitaire de documentation: 052197441
- Virtual International Authority File: 69132975
- WorldCat: E39PBJgt3f6xFdRdDmb48xdCwC